# Benjamin Garuccio
Benjamin Garuccio (Adelaide, 15 giugno 1995) è un calciatore australiano, difensore del Western Utd.

## Carriera

### Club
Il 19 settembre 2012, Garuccio firma con il Melbourne Heart. Il 16 giugno 2016 firma con l'Adelaide United per due anni.
Il 24 maggio 2018 passa agli Hearts.

### Nazionale
Ha giocato nelle nazionali giovanili australiane Under-19, Under-20 ed Under-23.

## Palmarès

### Competizioni nazionali
- Premier's Plate: 1

Melbourne City: 2020-2021
- Campionato australiano: 2

Melbourne City: 2020-2021
Western United: 2021-2022